# Conceição de Macabu
Conceição de Macabu is een gemeente in de Braziliaanse deelstaat Rio de Janeiro. De gemeente telt 20.687 inwoners (schatting 2009).
De gemeente grenst aan Campos dos Goytacazes, Carapebus, Macaé, Quissamã, Santa Maria Madalena en Trajano de Moraes.